# Ö3 Soundcheck
Ö3 Soundcheck (ehemals Soundcheck spezial) war der Name der Castingaktion des österreichischen Radiosenders Ö3.
Von 2005 bis 2010 wurden jährlich bislang unbekannte Bands aus Österreich gesucht, welche ihre eigenen Lieder als MP3-Datei auf der Ö3-Webseite hochladen. Dieser Wettbewerb war auf Anhieb erfolgreich. Als erster Sieger ging die Band Shiver hervor, neben dieser konnten sich auch andere Gruppen wie Rising Girl, Excuse Me Moses und Aschenputtel am österreichischen Musikmarkt durchsetzen. Den zweiten Soundcheck gewann die Band SheSays, welche noch erfolgreicher war als ihr Vorgänger.
Ursprünglich war Ö3 Soundcheck der Name der vierminütigen Sendung, in welcher Neuvorstellungen veröffentlicht und unter die Lupe genommen wurden.
Im Herbst 2008 fand der vierte Ö3 Soundcheck Soundcheck statt. Diesmal erhielt jeder Finalist, unabhängig von der Platzierung, die Chance seine Songs international über Rebeat zu vermarkten. Gewinner wurde die Band Cardiac Move.

## Soundcheck-Teilnehmer

### 2010
- Any Major Dude (Rock, Pop)
- Henri Joel and The Harlequins (Pop, Funk)
- Ludo Reiter (Synthie-Pop, Rock, Hip-Hop)
- Mira Long (Pop)
- Sieger: Norbert Schneider (Reggae, Blues, R&B)

### 2008
- Eva K. Anderson (Singer-Songwriter)
- Sieger: Cardiac Move (Pop-Rock)
- Fadin' to Whiteout (Pop-Rock-Alternative)
- Idealbesetzung (Pop-Rock)
- Kings of Things (Ska-Punk)
- Menschensohn (Pop-Rock)
- Mindcave (Rock)
- Charles Newman (Singer-Songwriter)
- Soulistics (Pop)
- Stereo Season (Rock)

### 2007
- 4twenty – Wenn der Beat rollt (Hip-Hop-Dancehall)
- Thomas Bloder – Supersexy (Rock)
- Caramell – Für mich gibt's nur dich (Contemporary R&B-Pop)
- Die Könige der Vorstadt – Mädchen aus dem Traum (Rock)
- Entferner – Häuschen am Meer (Rock)
- Freilaut – Fang an zu Leben (Rock)
- Friedmann – Tag für Tag (Rock)
- Matthi Kadoff – Fade Away (Pop mit Reggae und Blues-Elementen)
- Millions of Dreads – Another Day (Mundartreggae)
- Sieger: PBH Club – Mehr Meer (Ska-Punk)
- Pristine – Supernatural (Rock)
- Salzmann – Salzmann (Reggae, Funk)
- The Wrong Suit – Canonball (Pop-Rock)
- Westpol – VIP (Operetten-Rock)
- Xandra – Wach geworden (Rock)

### 2005 (Auszug)
- Excuse Me Moses – Summer Sun
- Insecure – 20 Summers
- Josh Mars – Superman
- Leo – Won't You Know
- Sieger: SheSays – Rosegardens
- Tom – Anytime
- Urban Ego – Mrs. Brainshaker
- Tschebberwooky – Move and Dance (Reggae, Dub, Ska)

### 2004 (Auszug)
- Aschenputtel – Ich kann dich heilen
- Rising Girl – Rising Girl
- Sieger: Shiver – Dieser Augenblick
- Sirupop – Feel It
- Smitten – Ich find Dich schön
- Tres Monos – Firefly
- Luxus Band – Ziel